# Kóiči Tanaka
Kóiči Tanaka (japonsky 田中 耕一, Tanaka Kóiči, * 3. srpna 1959, Tojama, Japonsko) je japonský vědec a držitel Nobelovy ceny za chemii (2002) za vývoj nových metod měkké ionizace pro hmotnostní spektrometrii biomolekul.